# Roman Wionczek
Roman Wionczek (ur. 29 lipca 1928 w Warszawie, zm. 12 lipca 1998 tamże) – polski scenarzysta, reżyser filmowy i telewizyjny.

## Życiorys
W roku 1953 ukończył studia na Wydziale Operatorskim łódzkiej PWSF. Po studiach podjął pracę w Polskiej Kronice Filmowej. Częstym tematem jego realizacji była problematyka II wojny światowej. Temu okresowi poświęcał też widowiska Teatru Faktu TVP, które realizował od 1972. Autor antysolidarnościowych filmów Godność i Czas nadziei. W latach 1989–1991 członek Komitetu Kinematografii. W okresie okupacji żołnierz AK, uczestnik powstania warszawskiego. Od 1987 był członkiem Obywatelskiego Konwentu Konsultacyjnego przy przewodniczącym Rady Narodowej m. st. Warszawy.  W latach 1988–1990 był członkiem Rady Ochrony Pamięci Walk i Męczeństwa.

## Wybrana filmografia
- 1951: Bumelant, w charakterze autora zdjęć
- 1959: Od Mocambos do Copacabany, w charakterze reżysera
- 1965: Homo Varsoviensis, w charakterze reżysera i scenarzysty
- 1971: Człowiek o dwóch nazwiskach, w charakterze reżysera, scenarzysty i autora zdjęć
- 1973: Padalce, w charakterze reżysera i scenarzysty
- 1979: Sekret Enigmy, w charakterze reżysera i scenarzysty
- 1979: Tajemnica Enigmy, w charakterze reżysera i scenarzysty
- 1983: Haracz szarego dnia, w charakterze reżysera i scenarzysty
- 1984: Godność, w charakterze reżysera
- 1987: Czas nadziei, w charakterze reżysera
- 1988: Generał Berling, w charakterze reżysera i scenarzysty

## Spektakle telewizyjne
- 1986: Śmierć Adama Zawiszy, w charakterze reżysera
- 1985: Jałta 1945, w charakterze reżysera
- 1977: Przed burzą, w charakterze reżysera
- 1974: Sprawa Polska, w charakterze reżysera
- 1973: Bunkier, w charakterze reżysera
- 1972: Poczdam, w charakterze reżysera

## Nagrody i wyróżnienia
- 1967: „Złoty Ekran” – nagroda telewizyjna tygodnika „Ekran”
- 1969: Nagroda Ministra Obrony Narodowej I stopnia;
- 1970: „Złoty Ekran” – nagroda telewizyjna tygodnika „Ekran”
- 1970: Nagroda Miasta Stołecznego Warszawy
- 1972: Nagroda Przewodniczącego Komitetu ds. Radia i Telewizji
- 1972: Nagroda Ministra Obrony Narodowej II stopnia
- 1974: Nagroda „Trybuny Ludu” za całoształt twórczości w dziedzinie filmu dokumentalnego, a zwłaszcza za film "Podróż w 30-lecie"[3].
- 1975: Nagroda Ministra Kultury i Sztuki II stopnia – za całokształt twórczości w dziedzinie filmu dokumentalnego;
- 1975: Dyplom Ministra Spraw Zagranicznych za wybitne zasługi w propagowaniu kultury polskiej za granicą
- 1978: Nagroda Przewodniczącego Komitetu ds. Radia i Telewizji zespołowa I stopnia – za seryjne widowisko telewizyjne „Przed burzą”
- 1978: „Złoty Ekran” w kategorii: Widowisko artystyczne – za cykl widowisk Teatru Telewizji „Przed burzą”
- 1979: Odznaka honorowa „Za Zasługi dla Warszawy”